# Broots
(Broots.)
Broots è uno dei personaggi principali della serie televisiva statunitense Jarod il camaleonte (The Pretender in originale), interpretato da Jon Gries. Broots è un piccolo genio dell'informatica del Centro, dal quale ha ricevuto l'incarico di catturare Jarod, il protagonista della serie.

## Personaggio

### Aspetto
Broots è un uomo alto, magro, goffo, pallido e coi capelli corti. Appare come un uomo trasandato, ma con dei tratti molto rassicuranti ed un'espressione principalmente serena. In presenza di Miss Parker o di altri membri del Centro, però, lo sguardo di Broots si fa insicuro e impaurito.
Per lo più indossa scarponi, jeans e t-shirt aderenti sopra le quali sfoggia camicie colorate, a volte chiuse o talvolta lasciate rigorosamente aperte. Al meglio, al posto della camicia, in alcuni casi indossa della giacche scure o giubbotti impermeabili. Non lo si è mai visto con vestiti scuri e aggressivi al pari del suoi compagni.
Diversamente dai suoi compagni, inoltre, non ha mai con sé un'arma.

### Personalità
Dal punto di vista caratteriale Broots è diverso dagli altri membri del Centro; infatti è un uomo timido, gentile, impacciato, solitamente insicuro e che odia profondamente le armi. È anche estremamente premuroso e si mostra sempre disponibile all'ascolto e al supporto degli altri quando questi hanno dei problemi. Ha una grande passione per l'informatica e dispone di un grande senso dell'umorismo, che spesso non è molto apprezzato dai membri del Centro. In un episodio si scopre che da piccolo era un gran fan dei Thunderbirds, mentre in un altro si scopre che possiede una televisione nel bagno. Uno dei piatti preferiti di Broots sono i toast che contengono 11 vitamine e sali minerali, cosa che condivide sia con Jarod che con sua figlia Debbie.
Ha un ottimo rapporto con Sydney, con il quale è solito scherzare e con cui può parlare liberamente. Diversamente teme Miss Parker e proprio per questo non è facile che egli si metta contro la donna; in un'occasione, Sydney propone a Broots di contattare Jarod senza che la Parker lo sappia e lui subito si rifiuta affermando di "non volerci rimettere la vita". Nonostante questo, Broots nasconde una passione erotica per la donna e ha più volte tentato di confessarle i suoi sentimenti, venendo però anticipato da miss Parker che, intuendo tutto, gli dice che tra i due non ci potrà essere nulla. In un episodio, inoltre, Broots sogna di andare a letto con Miss Parker nell'occasione in cui lui e la donna finiranno un motel di Las Vegas mentre sono in attesa di catturare Jarod. Tra i due, tuttavia, c'è una grande amicizia, sebbene non dichiarata in maniera esplicita nelle prime due stagioni. Miss Parker, infatti, dimostra di tenere a Broots in diverse occasioni: decide di fare da baby-sitter alla figlia dell'amico, Debbie, e difende quest'ultimo da Brigitte, confermando così l'affetto nei confronti della sua squadra. In un'occasione, Miss Parker afferma che Broots è per lei un fratello migliore di Mr. Lyle.
Broots, diversamente da Miss Parker e Sydney, non ha mai conosciuto Jarod e, quindi, non ha nulla contro di lui. Tuttavia, quando riceve per la prima volta la visita del simulatore, Broots si dimostra spaventatissimo e tenta di difendersi come meglio può (chiama aiuto e, addirittura, brandisce un cucchiaio come arma da usare contro Jarod). Tuttavia, quando capisce che Jarod è in realtà innocuo e una brava persona, Broots arriverà a stimare profondamente il protagonista, soprattutto dopo che quest'ultimo rivela di aver contribuito all'affidamento della figlia Debbie.

## Biografia del personaggio

### Nella serie
Broots, contrariamente agli altri membri del Centro, ha un passato normale alle spalle: è divorziato ed ha una figlia in affidamento di nome Debbie. Compare per la prima volta nel secondo episodio della prima stagione (quindi non compare nell'episodio pilota della serie), dove viene incaricato di rintracciare le tracce lasciate da Jarod sulla rete. Inizialmente, Sydney pensa che le capacità di Broots non siano in grado localizzare un simulatore, ma successivamente dovrà ricredersi visti i progressi effettuati dopo l'ingresso dell'informatico. Miss Parker è subito convinta delle capacità di Broots è per questo insiste per inserirlo nella squadra. Infatti, l'uomo dimostra subito le sue capacità, riuscendo talvolta a decifrare i codici lasciati da Jarod ed altre volte è persino riuscito a rintracciarlo. Viene così inserito in maniera definitiva nella squadra formata da Miss Parker e Sydney.
Miss Parker utilizza le capacità Broots, però, anche per indagare sulla morte di Catherine Parker, cosa che l'uomo decide di fare volentieri nonostante sia conscio dei pericoli che la squadra potrebbe affrontare. In un episodio Broots è stato incaricato da Miss Parker di cercare i bambini che Catherine Parker aveva aiutato, in un altro entra in possesso di alcuni nastri DSA (Digital Simulation Archive) che rivelano che Miss Parker ha un fratello gemello (poi si scoprirà essere Mr. Lyle) e ancora riesce infine ad impossessarsi dell'arma con cui venne uccisa Catherine Parker.
Broots ha avuto modo di aiutare Jarod in più occasioni; ad esempio è stato in grado di aiutarlo contro l'ex spazzino del Centro, Damon, che usava le passate simulazioni di Jarod per organizzare attacchi terroristici e che aveva dato la colpa allo stesso Broots riguardo alla morte di alcuni innocenti. Nello scontro, però, Broots venne preso come ostaggio da Damon, cosa che portò Jarod ad uccidere a colpi di pistola quest'ultimo pur di salvare l'amico.

## Abilità
Broots dispone di un'ottima capacità di osservazione, è infatti capace di cogliere anche il più piccolo dettaglio nascosto in qualsiasi immagine o ripresa video, caratteristica che lo rende un ottimo indagatore.